# Vint-i-tresena esmena de la Constitució dels Estats Units

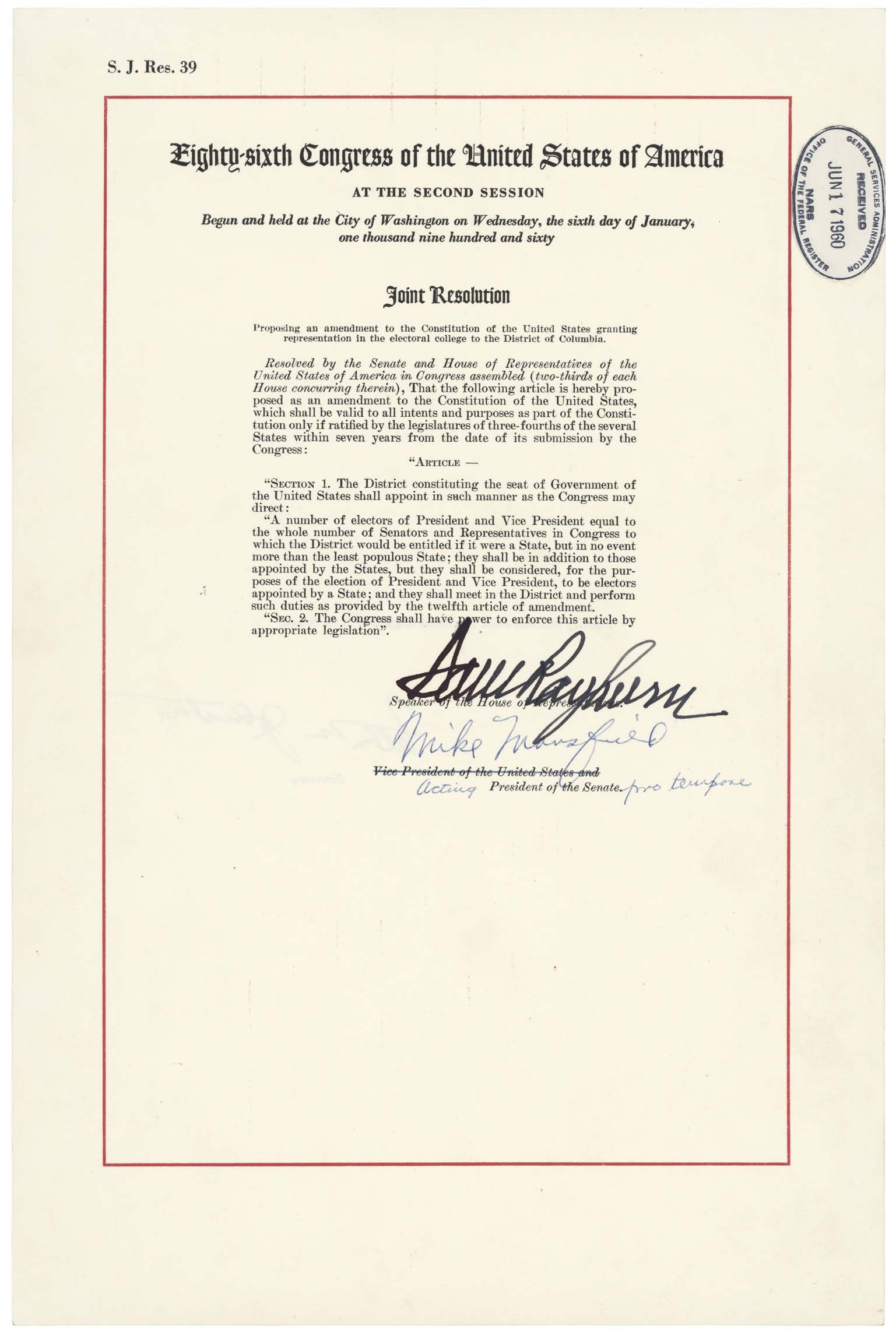
Còpia original de la Vint-i-tresena esmena de la Constitució dels Estats Units

La Vint-i-tresena esmena (en anglès Twenty-third Amendment) de la Constitució dels Estats Units és l'esmena que estableix el dret al fet que el districte de Columbia tingui electors en el Col·legi electoral dels Estats Units per a l'elecció de president i vicepresident. Va ser ratificada el 19 de març del 1961.

## Text
El text de la vint-i-tresena esmena a la constitució dels Estats Units diu així:
| « | (català) Secció 1. El districte que constitueix la seu del Govern dels Estats Units nomenarà, segons disposi el Congrés: un nombre d'electors de president i vicepresident, igual al nombre total de senadors i representants al Congrés a què el districte tindria dret si es tractés d'un estat, però en cap cas més que l'estat menys poblat; seran a més dels designats pels estats, i seran considerats, a efectes de l'elecció de president i vicepresident, com a electors nomenats per un estat, i es reuniran al districte i compliran amb els drets que s'estipulen en l'Esmena XII. Secció 2. El Congrés tindrà poder per fer complir aquest article mitjançant lleis apropiades. | (anglès) Section 1. The District constituting the seat of Government of the United States shall appoint in such manner as the Congress may direct: A number of electors of President and Vice President equal to the whole number of Senators and Representatives in Congress to which the District would be entitled if it were a State, but in no event more than the least populous State; they shall be in addition to those appointed by the States, but they shall be considered, for the purposes of the election of President and Vice President, to be electors appointed by a State; and they shall meet in the District and perform such duties as provided by the twelfth article of amendment. Section 2. The Congress shall have power to enforce this article by appropriate legislation. | » |